# Chasuu
Chasuu (auch Chaset oder altägyptisch: Chasut, altgriechisch Ξόις Xois), das heutige Sacha (arabisch سخا, DMG Saḫā, bzw. Kafr El-Shaikh), war der altägyptische Name einer Stadt im sechsten unterägyptischen Gau, der auch als Bergstiergau bezeichnet wurde.

## Lage
Der Ort befand sich auf einer Insel zentral im Nildelta zwischen dem Sebennytischen und Phatnischen Arm des Nils. Champollion identifizierte in der heutigen Siedlung Sacha wenige Kilometer südlich von Kafr asch-Schaich die Überreste der Stadt.

## Geschichte
Die Stadt war möglicherweise schon im Alten Reich, während der Herrschaft Snofru's, Hauptstadt eines unterägyptischen Gaues, der auf einer Liste des hohen Beamten Metjen bereits zu dieser Zeit erwähnt wird. Später, als das Mittlere Reich unterging und Ägypten geteilt worden war, wurde Chasuu Residenz und Hauptstadt der unterägyptischen 14. Dynastie, über die heute jedoch nur wenig bekannt ist. Die Stadt besaß in dieser Zeit Eigenständigkeit, Manetho nennt 76 Könige von Xois in der 14. Dynastie.
In der hellenistischen Periode war Xois eine bedeutende Stadt und Hauptstadt des 6. ägyptischen Gaues. So wurde es auch vom griechischen Geographen Strabon und anderen beschrieben. Es bestanden noch bedeutende Reste der ptolemäischen und römischen Zeit, von denen nur noch Teile einer Kapelle und eine Sphinx, deren Haupt jedoch verloren ging, erhalten geblieben sind.
Sacha war der Überlieferung nach Station auf der Fluchtroute der heiligen Familie nach Ägypten. 1984 fand man hier den „Bicha Isous“, den Fußabdruck des Jesus. Der hellgraue, etwa 80 cm lange Stein enthält auf der Vorderseite den Abdruck und auf der Rückseite das arabische Wort „Allah“ für Gott.
Im 7. Jahrhundert war Sacha bekannt für die Askese des hl. Agatho des Säulenheiligen, nach der Legende war er der Einzige seiner Art in Ägypten und soll hier 50 Jahre auf einer Säule gelebt haben. Der Bischof Zacharia von Sachā im 7./8. Jahrhundert gehört zu den bedeutendsten Söhnen dieser Stadt. Seine Predigten und Historien, wie z. B. die Lebensbeschreibungen von Johannes Colobos (dem Kleinen) und Anba Abraham, gehören zu den bedeutenden des koptischen Schrifttums.

## Archäologische Funde
Aus dem 3. und 2. Jahrtausend v. Chr. gibt es keine archäologischen Relikte und nur wenige textliche Erwähnungen, die meisten Funde stammen aus der hellenistischen und römischen Zeit.

## Götter
Die Stadt hatte einen lokalen Gott Uto sowie den Gaugott Re.
In der Liste der Richtergottheiten des Totengerichts im ägyptischen Totenbuch wird der
22. Totenrichter als „Umstürzender“ der Stadt Xois zugeordnet. Er wacht als zu richtendes Verbrechen über das Begehen von Missetaten.

## Marienkirche

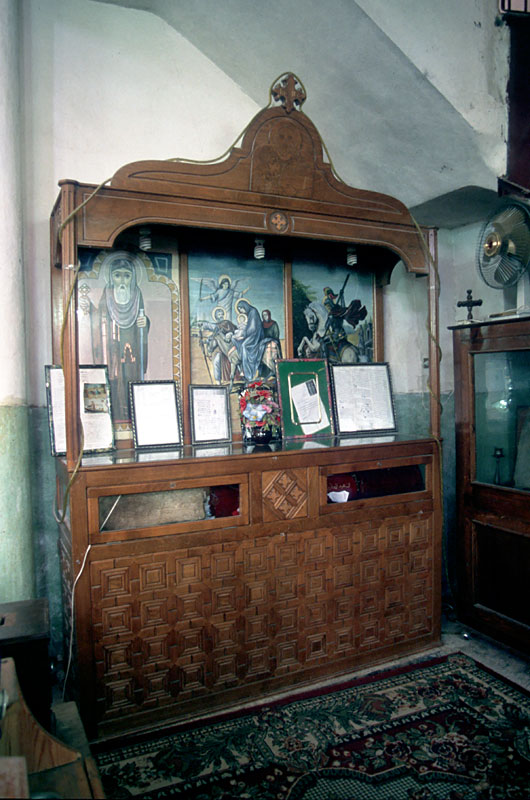
Reliquienschrein in Kirche der hl. Jungfrau Maria von Sacha

Die heutige Kirche der hl. Jungfrau Maria befindet sich an der Stelle des ehemaligen Klosters el-Maghtas (arabisch دير المغطس Dair al-Maghṭas, 31° 5′ 21″ N, 30° 56′ 52″ O) und stammt aus dem 19. Jahrhundert. Die Südmauer der heutigen Kirche ist der einzige Überrest dieses Klosters. Die dreischiffige Kirche verfügt über drei Allerheiligste (Heikale) hinter der Ikonenwand. Sie sind dem hl. Georg, Maria und dem Erzengel Michael geweiht. An den Wänden hängen moderne Ikonen. In der Südostecke der Kirche sind in Vitrinen wertvolle Besitztümer der Kirche ausgestellt unter anderem die Reliquie des Amba Zacharias aus dem 7. Jahrhundert, Knochen des Amba Taklā aus Alexandria bzw. aus Achmim, eine Reliquie des hl. Georg sowie Silbergefäße und Steinobjekte. An der Westseite der Kirche befindet sich die Reliquie des Amba Sāwīrūs el-Anṭākī. In dem Taufbecken nahe dem Eingang soll bereits die hl. Dimyāna getauft worden sein. Zu den Reliquien gehören der „Bicha Isous“, der Fußabdruck Jesu.